# Jan Lippoman
Jan Lippoman (ur. 29 września 1758, zm. 1832) – chorąży czehryński, pisarz, tłumacz, rządca dóbr.
Pochodził z rodziny włoskiej osiadłej w Polsce w 16 wieku. Potomek bratanka nuncjusza papieskiego za Zygmunta Augusta Alojzego Lippomani. Ukończył Akademię Krakowską. Pracował jako zarządca dóbr magnackich m.in. Branickich w Białej Cerkwi. Był również pisarzem, przyczynił się do powstania przynajmniej trzech pozycji książkowych.

## Twórczość
W książce "Bunt hajdamaków" spisał wspomnienia Weroniki z Młodowiczów Krebsowej, dotyczące Rzezi Humańskiej.
Autor książki "Zastanowienie się nad mogiłami, pustemi siedliskami i zamczyskami okopanemi, zmijowemi wałami : krótki rys historyczny napływu z Azyi różnych barbarzyńskich ludów [...]"
Był tłumaczem "Flawiusza Józefa, Jerozolimskiego Kapłana, Starożytności żydowskich xiąg XX"